# (100075) 1992 PS1
(100075) 1992 PS1 es un asteroide perteneciente al cinturón de asteroides, descubierto el 8 de agosto de 1992 por Eric Walter Elst desde el Sitio de Observación de Calern, Caussols, Francia.